# 蒙·卡拉马里星际巡洋舰
蒙·卡拉马里星际巡洋舰（英語：Mon Calamari Star Cruiser）（型號：MC-80，改型：MC-80a）是星球大战系列中出现的一类虚构星际巡洋舰。它们首次在《星球大战VI：绝地归来》中出现作为叛军联盟攻击银河帝国第二死星时的主力船舰。承担影片特效制作的工业光魔公司设计这些船舰的目的是让叛军拥有在视觉上能够与帝国歼星舰同等地位的庞大舰队。在星球大战的多部衍生作品，如小说和游戏中，蒙·卡拉马里星际巡洋舰也是经常出现的星战元素，而在现实世界中它也有多项玩具及游戏产业面世。

## 起源和设计
工业光魔公司曾设计了两艘蒙·卡拉马里星际巡洋舰：一艘是呈圆柱体形状的“家园一号”（Home One），它在影片中是阿克巴上将的指挥舰；另一艘的双翼更加明显，在扩充宇宙中被称作自由号（Liberty）。蒙·卡拉马里星际巡洋舰的设计理念是尽可能地在美感上和帝国的歼星舰设计相区别，但也正因它的流线型设计，影片制作人员在制作期间把它们称作“腌黄瓜飞船”。他们不喜欢这种设计的原因是流线型的船身无法让他们使用一贯钟爱的技术来通过已有的小组件搭建模型，而必须从头开始重新制作新的组件来满足船体特殊的构造。

## 描述
根据扩充宇宙中的相关资料介绍，爱好和平的蒙·卡拉马里人将他们的客运飞船改装成战舰来支持叛军联盟反抗帝国的战争；而由于船舰内部仍然是基于蒙·卡拉马里人习惯的控制系统和操作界面，这些船上的船员基本还都是蒙·卡拉马里人。 战斗中蒙·卡拉马里巡洋舰的主要对手就是帝国歼星舰，尽管它们在大小上不相上下，但在直接交锋中蒙·卡拉马里巡洋舰由于外壳较歼星舰薄弱而往往处于劣势。 不过对帝国舰队而言，蒙·卡拉马里巡洋舰仍然是一股强大的威胁：它们庞大的舰队数量和先进的武器装备是它们对抗帝国舰队、基地和军事据点的优势。在《星球大战VI：绝地归来》中阿克巴上将率领巡洋舰队在安鐸戰役中攻击第二死星，经过激烈的战斗虽然他的旗舰“家园一号”得以保全，但包括自由号在内的其他巡洋舰都被第二死星的超强激光主炮摧毁。